# 住倉カオス
住倉 カオス（すみくら かおす、1970年12月5日 - ）は、日本のホラー映画の監督、カメラマン、怪談家、猥談家。福岡県出身。狼の墓場プロダクション所属。

## 来歴
出版社のカメラマンとして多くの心霊取材に携わる。投稿型怪談ウェブサイト「百万人の恐い話」を主宰。“ナマで見たもの”を主に怪談家としても活動。また、ロフト系列のイベントに多数出演し、“司会進行”としてもオファーも多い。2018年夏にはAmazon Prime VideoチャンネルのChannel恐怖にて「住倉カオスの怪談★語ルシス」も開始した。
怪談家として評価される一方で、日本唯一の“猥談家”のイチ面もあるエンターテイナーである。

## 人物
生粋のロマンチストであり、地球上にいる全女性が恋人候補と語る。出版社勤務時代も数多の浮名を流し、異国の女性に恋をして彼女を現地まで追いかけた経験もある。意中の女性は常にアグレッシブに口説く姿勢は貫く。同時に愛犬家の一面もある。

## 出演

### テレビ
- 実話怪談倶楽部（2017年6月24日 - 、フジテレビONE） - 第6回・第10回・第18回出演[8][9]

### ウェブテレビ
- スピードワゴンの月曜The NIGHT（2019年2月12日、AbemaTV）[10]

### 映画
- オカルト地蔵（2023年10月28日、カッシー）[19]

## スタッフ

### ウェブテレビ
- 吉田豪の平熱大陸（2013年2月14日 - 、ニコニコ生放送 豪さんのチャンネル）

## 書籍
- 住倉カオス 百万人の恐い話 （2016年3月29日、竹書房、ISBN 978-4801906792）
- 住倉カオス 百万人の恐い話 呪霊物件（2016年6月29日、竹書房、ISBN 978-4801908628）